# Hierochloe repens
Hierochloe repens är en gräsart som först beskrevs av Nicolaus Thomas Host, och fick sitt nu gällande namn av Ambroise Marie François Joseph Palisot de Beauvois. Hierochloe repens ingår i släktet Hierochloe och familjen gräs. Inga underarter finns listade i Catalogue of Life.